# Anthony Asquith
Anthony William Landon Asquith (ur. 9 listopada 1902 w Londynie, zm. 20 lutego 1968 tamże) – angielski reżyser filmowy.

## Życiorys
Syn premiera Wielkiej Brytanii z czasów I wojny światowej sir Herberta Henry’ego Asquitha i Margot Asquith. Studiował w Winchester College i Balliol College w Oksfordzie.
Jako reżyser zadebiutował już w 1927, ale jego pierwszym docenionym przez krytykę i publiczność filmem był Pigmalion (Pygmalion) z 1938, oparty na prozie George’a Bernarda Shawa, nakręcony przy współpracy z aktorem Lesliem Howardem. Kolejne filmy Asquitha to m.in. znane w Polsce: Kadet Winslow (The Winslow Boy) z 1948, Cień człowieka (The Browning Version) z 1951 czy Rozkaz: zabić (Orders to Kill) z 1958.
Asquith nigdy nie był żonaty. Jego środowisko postrzegało go jako delikatnego i wrażliwego człowieka. Dla wszystkich szokiem było, gdy jego nazwisko pojawiło się w tzw. skandalu Profumo, gdy do prasy wyciekły informacje o gejowskich spotkaniach wśród elity z wyższych sfer. Do dziś nie udowodniono, by Asquith rzeczywiście brał w nich udział; udowodniono z kolei homoseksualizm reżysera.
W wieku 65 lat zmarł w wyniku komplikacji spowodowanych chłoniakami złośliwymi.
Od 1969 BAFTA przyznaje nagrodę jego imienia.